# Commerce (Oklahoma)
Commerce es una ciudad ubicada en el condado de Ottawa en el estado estadounidense de Oklahoma. En el año 2010 tenía una población de 	2473 habitantes y una densidad poblacional de 	1.177,62 personas por km².

## Geografía
Commerce se encuentra ubicada en las coordenadas 36°56′1″N 94°52′17″O / 36.93361, -94.87139 (36.933529, -94.871371).

## Demografía
Según la Oficina del Censo en 2000 los ingresos medios por hogar en la localidad eran de $25,982 y los ingresos medios por familia eran $30,547. Los hombres tenían unos ingresos medios de $25,104 frente a los $18,466 para las mujeres. La renta per cápita para la localidad era de $11,734. Alrededor del 16.7% de la población estaban por debajo del umbral de pobreza.